# Halol
Halol è una suddivisione dell'India, classificata come municipality, di 41.108 abitanti, situata nel distretto di Panchmahal, nello stato federato del Gujarat. In base al numero di abitanti la città rientra nella classe III (da 20.000 a 49.999 persone).

## Geografia fisica
La città è situata a 22° 30' 0 N e 73° 28' 0 E e ha un'altitudine di 498 m s.l.m..

## Società

### Evoluzione demografica
Al censimento del 2001 la popolazione di Halol assommava a 41.108 persone, delle quali 21.657 maschi e 19.451 femmine. I bambini di età inferiore o uguale ai sei anni assommavano a 5.687, dei quali 3.058 maschi e 2.629 femmine. Infine, coloro che erano in grado di saper almeno leggere e scrivere erano 29.468, dei quali 16.541 maschi e 12.927 femmine.